# Emil Buchar
Emil Buchar (Horní Nová Ves, 4 agosto 1901 – Příbram, 20 settembre 1979) è stato un astronomo cecoslovacco.
Dopo aver studiato astronomia all'Università Carolina, ottenne nel 1927 il dottorato in scienze naturali.
Sviluppò la rete geodetica nazionale e fu pioniere della geodesia satellitare, contribuendo allo sviluppo degli Sputnik 1 e Sputnik 2. Dedusse, dalla variazione del valore di apogeo delle orbite satellitari, lo schiacciamento della Terra ai poli.
Il Minor Planet Center gli accredita la scoperta dell'asteroide 1055 Tynka effettuata il 17 novembre 1925.
Gli è stato dedicato l'asteroide 3141 Buchar.